# Zgodovina biologije
Zgodovina biologije obravnava potek raziskovanja življenja, ki se je začel že ob začetkih človeške vrste in traja še danes, ko doživljamo razcvet bioloških panog. Pojmovanje biologije kot znanstvene in naravoslovne vede se je pojavilo šele v 19. stoletju, čeprav so se z njo ukvarjali že od samih začetkov, saj so bila njena spoznanja bistvena v tradicionalni medicini in preučevanju živalskih ter rastlinskih vrst, ki so živele skupaj s prvimi civilizacijami, še posebno pozornost pa so posvetili gospodarsko pomembnejšim vrstam. Med bolj poznane mejnike zagotovo spadajo ajurveda (indijska tradicionalna medicina), egipčanska medicina in dela grških mislecev Aristotla ter Galena, ki sta delovala v grško-rimskem svetu. Njune ugotovitve so v srednjem veku nadalje razvijali muslimanski zdravniki, med katerimi izstopa perzijski učenjak Avicena. Velik napredek je biologija doživela v času evropske renesanse, ko so se takratni izobraženci začeli zanimati za empirizem in odkrivanje novih vrst bitij. Ena izmed ključnih renesančnih znanstvenikov sta bila anatom Andreas Vesalius in zdravnik ter anatom William Harvey, ki sta izvajala različne eksperimente na področju človeške fiziologije ter morfologije. Velik napredek sta v takratnem času omogočila prirodoslovca Linnaeus in Buffon, ki sta začela z razvrščanjem živih bitij in njihovih fosilnih ostankov, pozornost pa sta namenjala tudi ontogenetskemu razvoju in vedenju organizmov.
Antonie van Leeuwenhoek je zaslovel z izdelavo prvega enostavnega mikroskopa, kar je vodilo v spoznavanje takrat še neraziskanega sveta mikroorganizmov, na podlagi česar je bila kasneje postavljena celična teorija. Spoznanja o raznolikosti in razvoju življenja je obenem uporabila teologija z razvojem tako imenovane naravne teologije, ki je dokaze za obstoj boga iskala v naravi, zagovarjala hipotezo o stvarjenju ter pomembno vplivala na filozofijo takratnega časa. Revolucionaren preobrat pa je filozofija doživela s postavitvijo evolucijske teorije, ki je močno spremenila način razmišljanja izobražencev.
V 18. in 19. stoletju sta botanika in zoologija dobili naziv znanstvenih disciplin, čeprav je bilo preučevanje vrst razširjeno že pred tem obdobjem, a se v glavnem ni podrejalo pravilom raziskovanja v naravoslovnih vedah. Razvijati so se začele tudi biogeografija, ekologija in etologija, saj so naravoslovci, kot je bil denimo Alexander von Humboldt, svojo pozornost posvetili odnosom med organizmi in okoljem ter vprašanju, kakšno vlogo ima pri tem geografska razširjenost. Hkrati so takratni naravoslovci začeli obravnavati spreminjanje in izumiranje vrst, saj nespremenljivost vrst ni bila več dogma. Spoznanja iz embriologije in paleontologije so pomembno vplivala na nastanek Darwinove evolucijske teorije z naravnim izborom. V 19. stoletju so dokončno ovrgli hipotezo o spontanem nastanku življenja, kljub temu pa mehanizmi dedovanja in osnove genetike še niso bile poznane.
Šele v zgodnjem 20. stoletju, ko so ponovno odkrili dela Gregorja Mendla, se je začel pospešen razvoj genetike, pri čemer so imeli glavno vlogo Thomas Hunt Morgan in njegovi študenti, ki so povečali prepoznavnost populacijske genetike in teorije moderne sinteze. Pojav novih bioloških disciplin je sovpadal z odkritjem dvovijačne (helikalne) zgradbe molekule DNK, ki sta jo predlagala Watson in Crick. Obenem se je biologija začela deliti na dve večji področji; in sicer na biologijo, ki se ukvarja z nivojem organizma, in celično ter molekularno biologijo, ki se posvečata predvsem mikroskopskim organizacijskim nivojem življenja. V poznem 20. stoletju sta večja odkritja prispevali tudi genomika in proteomika z raziskovanjem novih molekularnih tehnik ter vplivov okolja na izražanje genov.
Med najbolj znane biologe slovenskega področja poleg ostalih pogosto uvrščamo: 17. stoletje – Janez Vajkard Valvasor; 18. stoletje – Giovanni Antonio Scopoli; 19. stoletje – Henrik Freyer, Žiga Zois, Fran Erjavec, Ivan Regen; 20. in 21. stoletje – Jovan Hadži, Zmago Bufon, Miroslav Zei, Tone Wraber. Po nekaterih ocenah razvoj slovenske biologije sicer zaostaja za svetovnim, biologija pa, primerjalno glede na ostale znanosti, v Sloveniji v splošni populaciji uživa nenavadno nizek ugled.

## Etimologija
Izraz biologija izvira iz grščine, kjer beseda bios pomeni življenje in pripona -logos ponazarja besedno zvezo "veda o". Termin biologija je bil najverjetneje v naravoslovje uveden neodvisno s strani več raziskovalcev; Thomas Beddoes ga je uporabil leta 1799, Karl Friedrich Burdach leta 1800, Gottfried Reinhold Treviranus v svoji knjigi Philosophie der lebenden Natur leta 1802 in Jean-Baptiste Lamarck v delu Hydrogeologie iz leta 1802.
Pred začetkom uporabe besede biologija so raziskovanje živali in rastlin poimenovali z različnimi termini. Prirodoslovje (tudi prirodopis) se je v veliki meri nanašalo na opisovalne vidike biologije, a je zajemalo tudi mineralogijo in nekatera druga področja, ki danes ne sodijo med biološke panoge. Naravna filozofija in naravna teologija sta se uporabljali za razprave, ki so se dotikale življenja samega, vzrokov za obstoj življenja in vedenja živali, hkrati pa so sem spadale tudi sodobne geologija, fizika, kemija in astronomija. Fiziologija in botanična farmakologija ste se prištevali k medicini, saj so se z njima ukvarjali predvsem zdravniki, za katere je bilo nekoč znanje botanike zelo pomembno. Botanika, zoologija in paleontologija so v 18. in 19. stoletju postopoma zamenjale izraz prirodoslovje.

## Od prvih civilizacij do srednjega veka

### Zgodnje kulture
V zgodnjih kulturah je bilo bistveno, da so ljudje med seboj prenašali znanje o rastlinah in živalih ter na tak način povečevali svojo sposobnost preživetja v naravi. Obenem je verjetno, da so poznali določena dejstva o človeški in živalski anatomiji, ki so jih pridobili predvsem s pomočjo lova ter razkosavanja mesa. Za organizacijo lova je bilo pomembno tudi poznavanje vzorcev živalskih selitev. Velika prelomnica v znanju biologije zgodnjih kultur se je zgodila z neolitsko revolucijo pred približno 10 000 leti, ko so ljudje prvič začeli gojiti kulturne rastline in udomačevati različne živalske vrste, ki so jih uporabljali predvsem kot vir hrane (drobnica, govedo) ali kot spremljevalce na lovu (psi).
Prve civilizacije, kot so denimo Mezopotamija, Egipt in Kitajska, so imele precej učenjakov, ki so se ukvarjali z naravoslovnimi vedami.

#### Mezopotamija
V Mezopotamiji ni bilo opaznega velikega zanimanja za naravni svet, saj so se v večji meri posvečali raziskovanju sveta bogov. Tako so živalsko fiziologijo preučevali predvsem za namene prerokovanja; denimo anatomijo jeter, ki so veljala za pomemben organ pri napovedovanju prihodnosti. Predvideva se, da so znanje o udomačevanju in vzreji živali med seboj prenašali ustno, ohranjen je zgolj en dokument o vzreji konj.
Mezopotamci niso poznali stroge ločnice med znanostjo v današnjem pomenu besede in magijo. To je najboljše vidno pri zdravljenju bolnih, ko so zdravniki predpisovali zdravila in hkrati tudi magične formule, ki jih je bilo treba ponavljati, da je bolnik ozdravel. Najbolj poznani medicinski spis iz Babilona je Diagnostični priročnik (Sakikkū, SA.GIG), ki ga je napisal ummânū oziroma glavni učenjak Esagil-kin-apli iz Borsipe. V vzhodnih semitskih kulturah je avtoriteto na področju medicine predstavljal zdravilec in eksorcist, ki so ga imenovali āšipu. Poklic je bil deden in je hkrati veljal za enega izmed bolj spoštovanih. Pojavljal se je tudi tako imenovan asu, zdravilec, ki je bolezni zdravil s pomočjo različnih pripravkov iz zeli, živalskih tkiv in mineralov. Ta položaj pa so lahko zasedali tako moški kot ženske, ki so obenem izvajali manjše operacije, naravnavali izpahe in zlome ter oskrbovali rane. Obstajajo tudi zapisi, ki nakazujejo, da so v Mezopotamiji izvajali preventivne ukrepe ter na tak način omejevali širjenje bolezni.

#### Stara Kitajska
Na Kitajskem so biološke tematike obravnavali strokovnjaki različnih disciplin, vse od herbologov, zdravnikov, alkimistov in filozofov. Taoistično tradicionalno alkimijo lahko denimo prištevamo med znanosti o življenju, saj se je osredotočala na zdravje, njen glavni cilj pa je bil eliksir večnega življenja. Sistem tradicionalne kitajske medicine se običajno asociira s teorijo o jingu in jangu ter petih elementih (vušing). Taostični filozofi, kot je na primer Džuang Džov iz 4. stoletja pred našim štetjem, so izražali evolucijske ideje, saj so zavračali načelo nespremenljivosti vrst in predvidevali, da so se različne lastnosti določene vrste razvile kot prilagoditev na habitat, v katerem vrsta živi.

#### Stara Indija
Eden najstarejših sistemov medicine je znan kot ajurveda in izvira iz indijske podceline izpred 1500 let ter temelji na vsebini knjige Atharvaveda, ene izmed štirih starodavnih indijskih zbirk znanja ter modrosti.
Ajurveda temelji na konceptu treh telesnih sokov, ki ga imenujemo tudi humoralna medicina in se je nekoliko kasneje v spremenjeni obliki pojavil v antični grški medicini, kjer so prepoznavali štiri sokove. Poleg treh tekočin v ajurvedi ločimo tudi pet elementov in sedem temeljnih tkiv, iz katerih naj bi bil zgrajen človeški organizem. Indijski učenjaki so živa bitja razvrščali v štiri kategorije, ki so temeljile na načinu rojstva (iz jajca, semena, vročine in vlage ter maternice), natančno pa so opisali stanje zarodka. Večji napredek je bil narejen na področju kirurgije. Ena izmed bolj zgodnjih razprav indijske medicine je bila naslovljena Sushruta Samhita ter napisana v sanskrtu (klasičnemu jeziku indijske podceline), v njej pa je opisanih več kot 700 zdravilnih rastlin, 64 pripravkov iz mineralnih sestavih in 57 pripravkov iz živalskih virov.

#### Stari Egipt
Ohranjenih je več papirusnih zvitkov, denimo bolj znana papirus Edwina Smitha (opisuje postopke nekdanjih operacij ter je poimenovan po kupcu tega antičnega besedila, ki je nakup opravil leta 1862) in Ebersov papirus (zvezek, ki obravnava pripravo zdravilnih učinkovin za zdravljenje različnih bolezni). Oba izvirata iz 16. stoletja pred našim štetjem. Za egipčansko medicino je prav tako značilna mumifikacija, s katero so poskušali ohraniti človeške ostanke v čim boljšem stanju in zavreti proces razgradnje.

### Grška in rimska antična kultura
Vprašanja o življenju so se v Grčiji pojavljala že med filozofi, ki so delovali pred Sokratom, a ti niso dali pomembnejšega prispevka biološkim znanostim. Večji vpliv so imeli Hipokrat in njegovi privrženci, ki so med drugim zagovarjali tako imenovano humoralno medicino, ki je temeljila na načelu, da je zdravje vsakega posameznika odvisno od razmerja štirih telesnih sokov (krvi, sluzi ali flegme, črnega žolča in rumenega žolča), ki naj bi tudi do neke mere določali osebnost človeka.
Eden najbolj vplivnih grških učenjakov je bil Aristotel, ki je imel sicer na samem začetku delovanja precej psevdoznanstvenih idej, a je kasneje začel uporabljati načela empirizma in se osredotočati predvsem na raznolikost življenja. Znan je po svojih številnih opazovanjih raznih rastlinskih in živalskih vrst v bližnji okolici ter po zasnovi enega izmed prvih sistemov taksonomije, ki pa ni temeljil na naravnih odnosih med organizmi, ampak je kot glavni kriterij uporabljal morfološke znake, veliko pomembnost pa je v sistemu imel tudi življenjski prostor posameznega bitja. Aristotel naj bi klasificiral 540 živalskih vrst in seciral vsaj 50.
Med antičnimi misleci in kasnejšimi učenjaki srednjega veka vse do 18. stoletja je prevladovalo mišljenje, da so živa bitja razporejena hierarhično, od najpreprostejšega do najbolj zapletenega, pri čemer so človeško vrsto uvrstili na konec te umetno zasnovane verige življenja.
Med grškimi misleci, ki so se ukvarjali z biološkimi znanosti, je eden bolj prepoznavnih tudi Teofrast, ki je napisal zbirko knjig o botaniki. Še danes se uporablja precej poimenovanj, ki jih je uvedel pri rastlinah; denimo izraz karpos za plod in perikarp za osemenje. Kot avtorja enciklopedije o več kot 600 zdravilnih rastlinah in njihovi uporabi v medicini je vredno omeniti tudi Pedanija Dioskorida, grškega botanika in zdravnika. Plinij Starejši pa je v svoji zbirki Naravoslovje (Naturalis historia) preučil mnogo živalskih in rastlinskih vrst, mineralov, draguljev, poldragih kamnov in naravnih pojavov.
V helenističnem obdobju je pod okriljem dinastije ptolomajcev delovalo nekaj znamenitejših učenjakov, na primer grški zdravnik Herofil (tudi Herophilus) in Erizistrat, anatom ter zdravnik iz Aleksandrije, ki so nadaljevali Aristotlovo delo in obenem izvajali razne disekcije, s tem pa skrbeli za nenehni razvoj fiziologije in morfologije. Avtoriteta na področju anatomije in medicine je v tem obdobju postal antični znanstvenik Klavdij Galen. Čeprav se je pojavilo nekaj mislecev, ki so nasprotovali splošno sprejetemu mišljenju o stvarjenju narave in nadzorni vlogi božanstev nad življenjem, njihove ideje niso dobile dovolj podpornikov in vse do 18. ter 19. stoletja se mnenje izobraženih ni bistveno spremenilo. Evolucijski biolog Ernst W. Mayr je zatrdil, da se po Galenovi smrti vse do obdobja renesanse na področju znanosti o življenju ni zgodilo nič omembe vrednega. Spoznanja, ki so jih razvili antični misleci, so se ohranila, saj jih v srednjem veku niso obravnavali ali jih nadalje razvijali.

### Srednji vek in islamske dežele
Propad rimskega imperija je vodil do postopnega nazadovanja v razvoju takratnega znanja, mnogo antičnih del je bilo uničenih ali izgubljenih, a se je kljub temu grška tradicija v določeni meri ohranila. V islamskem svetu od Srednjega vzhoda do Iberskega polotoka so veliko grških del prevedli v arabski jezik in s tem ohranili precej Aristotlovih zapisov. V obdobju srednjega veka je bilo razmeroma malo učenjakov, ki so se ukvarjali s prirodoslovjem; izstopajo denimo nemška opatinja Hildegarda, škof Albert Veliki in cesar Svetega rimskega cesarstva Friderik II. Hohenstaufen. Z razvojem prvih univerz biološke znanosti niso doživele velikega napredka, saj so se tam posvečali predvsem področjema fizike in filozofije.

## Renesansa in zgodnji razvoj
Z nastopom evropske renesanse je bilo med drugim povrnjeno tudi zanimanje za preučevanje živalskih in rastlinskih vrst ter fiziologije. Leta 1543 je Andreas Vesalius s svojo De humani corporis fabrica (O zgradbi človeškega telesa) postavil nov mejnik v zgodovini zahodne medicine, saj je delo temeljilo na številnih natančnih disekcijah človeških trupel, ki jih je renesančni znanstvenik izvedel med svojim raziskovanjem. Vesalius velja za enega prvih modernih anatomov, ki so se zanašali na empiristična načela, temelječa na natančnemu opazovanju narave in dvomljivemu pogledu na dejstva, ki so bila podkrepljena zgolj z glasom avtoritete. Sočasno z vnovičnim razvojem medicine se je pozornost preusmerila tudi na botaniko, saj so zdravilne rastline še vedno veljale za eno izmed glavnih sestavin zdravilnih učinkovin. Tako so se na primer botaniki Otto Brunfels, Hieronymus Bock in Leonhart Fuchs osredotočali na preučevanje divjih rastlin.
Biološke znanosti so začele zanimati številne umetnike, denimo Nemca Albrechta Dürerja in Italijana Leonarda da Vincija, ki so pogosto sodelovali z naravoslovci in z natančnimi skicami živalskih ter človeških teles pripomogli k napredku fiziologije ter anatomije. Nadaljevala se je tudi tradicija alkimije in magije, ki sta temeljili na delih švicarskega alkimista Paracelsusa in sta na svojstven način preučevali naravni svet. Alkimisti so organske snovi raziskovali s pomočjo raznih kemijskih analiz in eksperimentirali z biološkimi ter mineralnimi učinkovinami. To je bilo v skladu z novodobnim pogledom na svet, ki je velik poudarek dajal tako imenovani mehanični filozofiji 17. stoletja, ko je tradicionalno metaforo narave kot organizma nadomestila primerjava s strojem.

### Sedemnajsto in osemnajsto stoletje
V 17. in 18. stoletju je velik napredek doživela sistematika, saj so bile poimenovane številne vrste, Carl Linnaeus pa je predstavil nov enoten sistem klasificiranja živih bitij ter nekoliko kasneje princip znanstvenih imen. Kljub temu je ohranil tradicionalni pogled na živi svet, ki je predvideval, da so vse vrste nespremenljive in del ustvarjene hierarhične celote. Manjše spremembe v mišljenju so se začele pojavljati s širjenjem idej Georgesa Louis Leclerca Comte de Buffona, ki je vrsto označil kot umetno kategorijo ter menil, da morda obstaja skupni prednik vseh živih bitij. Buffonova znanstvena dela so močno vplivala na Lamarcka in Darwina ter razvoj evolucijske teorije, četudi je on sam tovrstnemu mišljenju nasprotoval.
Silovit razmah znanstvenega mišljenja je vplival tudi na javnost, kjer se je pojavilo precej posameznikov, ki so se začeli ljubiteljsko ukvarjati z iskanjem in opisovanjem novih vrst ter zbiranjem njihovih primerkov. Mnogi so nepoznane informacije nabirali na daljših plovbah okoli sveta; in sicer na območjih, ki še niso bila dovolj raziskana.
Anatom William Harvey se je posvetil raziskovanju fiziologije na živih ljudeh in živalih, kjer je preučeval vlogo krvi, ven in arterij. Znan je predvsem po svojih ugotovitvah o delovanju srca in telesnega krvnega obtoka, s svojo De motu cordis iz leta 1628 pa je pomembno vplival na porast kvantitativnega pogleda na fiziologijo, ki jo je s študijami o presnovi obravnaval tudi italijanski zdravnik Santorio Santorio.
V zgodnjem 17. stoletju so se takratni učenjaki posvetili tudi mikroskopskemu svetu. Eden najpomembnejših naravoslovcev, ki je prispeval k odkrivanju organizacijskega nivoja celic, je angleški fizik in zdravnik Robert Hooke, ki je v svoji knjigi Micrographia natančno opisal in skiciral celice, opazovane z enostavnim mikroskopom. Še večji napredek je prispeval Antonie van Leeuwenhoek, ki je razvil učinkovitejši mikroskop z dvestokratno povečavo in enojnimi lečami ter tako omogočil odkritje bakterij, spermijev, mnogih sladkovodnih protistov in drugih. Podobne raziskave je izvajal tudi Jan Swammerdan, ki se je posvetil entomologiji in na področju proučevanja žuželk uporabil mikroskopijo.
Mnogo znanstvenikov se je še vedno ukvarjalo s klasificiranjem vedno večjega števila vrst, ki so jih ljubiteljski pustolovci prinašali iz oddaljenih krajev. Svoj razvoj je doživela tudi paleontologija, na področju katere je Nicholas Steno leta 1669 objavil esej o nastajanju fosilnih ostankov, ki pa ni uspel spremeniti konservativnega mišljenja takratnih naravoslovcev o Zemljini starosti in obstoju izumiranja vrst.

## 19. stoletje in pojav bioloških disciplin
Vse do 19. stoletja se je biologija delila na dve veliki področji; medicino, ki je obravnavala vprašanja zgradbe in funkcije (fiziologija ter anatomija), in prirodoslovje, ki se je osredotočalo na raznolikost življenja ter odnose med živimi bitji in okoljem, ki jih obdaja. V tem obdobju pa se je prirodoslovje razdelilo na več manjših vej; citologijo, bakteriologijo, morfologijo, embriologijo, geografijo, geologijo in tako dalje.

### Prirodoslovje in naravna filozofija
Povečano število naravoslovcev, ki so potovali v zgodnjem 19. stoletju, je prispevalo precej novih informacij o raznolikosti in razporejenosti organizmov po površini Zemlje. Veliko pomembnost je imelo delo nemškega raziskovalca Alexandra von Humboldta, ki je s kvantitativnim pristopom in kemijskimi ter fizikalnimi tehnikami analiziral odnose med organizmi in njihovim okoljem. Humboldtova delo so postala osnova za nekoliko kasnejši pojav biogeografije in navdušila mnoge generacije bodočih znanstvenikov.

#### Geologija in paleontologija
Razvoj geologije je med seboj združil spoznanja prirodoslovja in naravne filozofije, s čimer so bili ustvarjeni osnovni koncepti evolucijskega razmišljanja. Georges Cuvier in sodobniki so v letih 1790 in zgodnjem 19. stoletju naredili velik napredek na področju primerjalne anatomije in paleontologije. Danes je Cuvier poznan predvsem kot raziskovalec, ki je na podlagi natančnih primerjav živečih sesalcev in njihovih fosilnih ostankov zaključil, da so fosili ostanki vrst, ki so izumrle. S tem je nasprotoval takrat priljubljeni ideji, da fosilni ostanki pripadajo vrstam, ki živijo drugje in še niso bile odkrite. Fosili, ki so jih odkrili Gideon Mantell, William Buckland, Mary Anning in Richard Owen, so pokazali, da je pred obdobjem sesalcev na Zemlji prevladoval razred plazilcev.
S svojo zbirko knjig, naslovljeno Temelji geologije (Principles of Geology), je Charles Lyell predstavil teorijo, da je planet Zemlja neskončno star in na njem že od nekdaj vladajo različni geološki procesi, ki so vzrok za današnji videz Zemlje. To razmišljanje so poimenovali uniformitarianizem, nasprotni pogled, ki pravi, da je bilo v zgodovini Zemlje več katastrof, ki so izničile vso življenje in je to moralo nastati znova, pa se je imenoval katastrofizem.

#### Evolucija in biogeografija
Pred nastankom Darwinove evolucijske teorije je bila ena najpomembnejših Lamarckova hipoteza o dedovanju pridobljenih lastnosti, ki je razlagala postopen razvoj bitij od najpreprostejših mikrobov vse do človeške vrste. Britanski prirodoslovec Charles Darwin je s pomočjo Humboldtovih biogeografskih spoznanj, Lyellovih uniformitarianističnih geoloških pogledov, esejev Thomasa Malthusa o rasti človeške populacije in svojih raziskovanj razvil sodobno evolucijsko teorijo, ki jo je v podobni obliki nekaj let kasneje neodvisno zapisal tudi Alfred Russel Wallace. 
Objava evolucijske teorije v Darwinovi knjigi O nastanku vrst z naravnim izborom se pogosto označuje kot eden osrednjih dogodkov v zgodovini moderne biologije. Za razliko od del mnogih starejših naravoslovcev je Darwin uspel pridobiti javno zanimanje za svojo teorijo ter v sledečih letih prepričal večino sodobnikov iz naravoslovnih krogov. Kljub temu popolnega sprejetja teorija ni doživela vse do 20. stoletja, ker še niso bili poznani mehanizmi dedovanja.
Wallace je veliko prispeval k zoogeografiji, saj je popisal mnoge živalske vrste in njihovo razširjenost v Južni Ameriki ter malajskem otočju, kjer je zasnoval tako imenovano Wallacevo ločnico, ki deli favno otočja na azijsko in avstralsko cono. Raziskovanje ga je napeljalo k vprašanju, zakaj se favna otokov tako močno razlikuje, četudi imajo vsi razmeroma podobno podnebje. Ugotovil je, da je odgovor v izvoru teh živalskih vrst.
Predpostavke evolucijske teorije so sprožile vnovično zanimanje za mehanizme dedovanja, kar je vodilo v odkritje del meniha Gregorja Mendla, ki so bila spregledana vse od leta 1866 in v katerih so bili opisani osnovni zakoni dedovanja. Sočasno so se razvile mnoge druge teorije o dedovanju lastnosti na potomce, ki pa so bile v veliki meri napačne in so jih kot take že kmalu prepoznali. Večji poudarek so začeli dajati tudi ekologiji in embriologiji, ki so ju posodobili z evolucijskimi spoznanji, njuno popularizacijo pa je spodbujal prirodoslovec Ernst Haeckel, ki je med drugim definiral ekologijo kot biološko vedo.

### Fiziologija
V 19. stoletju je velik razvoj doživela tudi fiziologija, ki ni bila več zgolj medicinska veda, ampak je preusmerila pozornost na širok razpon kemijskih ter fizikalnih procesov znotraj živih bitij – vključujoč živali, mikrobe in rastline. Znova je osrednja metafora biologije postala primerjava organizmov s stroji, kot se je to zgodilo že na začetku renesanse.

#### Celična teorija, mikrobna teorija in embriologija
Napredek v mikroskopiji je močno vplival na biološko razmišljanje, saj so že v začetku 19. stoletja mnogi biologi zatrdili, da ima celica veliko večjo pomembnost, kot se ji jo je takrat pripisovalo. V letih 1838 in 1839 sta Schleiden in Schwann začela promovirati svoji ideji, da (1) je celica osnovna enota življenja in (2) vsaka poseduje vse karakteristične lastnosti življenja, nista pa priznavala trditve, da vse celice izvirajo iz drugih celic, ki so se poprej razdelile. Šele s kasnejšimi deli Roberta Remaka in Rudolfa Virchowa so do leta 1860 skoraj vsi biologi sprejeli tri kriterije, ki so jih povezali v tako imenovano celično teorijo.
Celična teorija je spremenila pogled biologov na organizme, ki so jih začeli dojemati kot skupke posameznih celic, delujočih kot ena avtonomna celota. Že kmalu so citologi s pomočjo novih mikroskopskih tehnik ugotovili, da so celice mnogo bolj kompleksne, kot so jih opisovali prvotni mikroskopisti, po mnenju katerih naj bi te vsebovale le celično tekočino. Leta 1831 je Robert Brown opisal celično jedro, do konca 19. stoletja pa je bilo odkritih in opisanih večina celičnih struktur (denimo kromosomi, centrosomi, mitohondriji, kloroplasti in ostali organeli, ki so jih lahko na preparatih obarvali ter s tem olajšali prepoznavanje). Med letoma 1874 in 1884 je Walther Flemming opisal potek mitoze in hkrati pokazal, da proces ni rezultat obdelave preparata z umetnimi pigmenti, temveč se dogaja v živih evkariontskih celicah in poteka spontano. Njegovo bistveno spoznanje je bilo tudi, da se kromosomi podvojijo tik pred celično delitvijo in nastankom hčerinske celice. Mnogo raziskave o celičnem razmnoževanju je opravil August Weismann s svojo teorijo o dednosti, saj je celično jedro in kromosome (kromatin) v notranjosti označil za dedni material in predlagal ločnico med telesnimi ter spolnimi celicami (trdil je, da se v spolnih celicah število kromosomov prepolovi). Weismann je bil zelo pomemben tudi na področju eksperimentalne embriologije.
Do leta 1850 je bila ovržena teorija o boleznih in miazmah, ki je trdila, da človek zboli zaradi miazm (nečistoč), ki ga obkrožajo - denimo zaradi vdihovanja slabega zraka. Na priljubljenosti je pridobila teorija o mikrobih kot prenašalcih bolezni, kar je bilo posledica številnih novih raziskav na področju mikrobiologije. Roberth Koch je veliko prispeval z zasnovo metod gojenja mikroorganizmov v laboratorijih; pripravil je posebna gojišča, ki so v petrijevkah vsebovala želatinast agar in nujna hranila za mikrobno rast. Z izvajanjem poskusov je Louis Pasteur pokazal, da organizmi ne morejo nastati iz neživega, kot so to nekateri še vedno verjeli (kar se imenuje teorija o spontanem nastanku življenja ali abiogeneza). Še vedno pa se je nadaljevala razprava o vitalizmu, ki je predvideval, da vsi živi organizmi vsebujejo življenjsko silo, ki jih ločuje od nežive materije.

#### Vzpon organske kemije in eksperimentalne fiziologije
V kemiji 19. stoletja je bilo eden glavnih problemov razlikovanje med organskimi in anorganskimi snovmi, predvsem pri procesih, kjer so se organske snovi spreminjale (denimo pri vrenju in razgradnji poginulih organizmov). Vse od Aristotla so te procese dojemali kot izključno biološke. Burno razpravo pa so sprožili Friedrich Wöhler, Justus von Liebig in drugi pionirji organske kemije, ki so na eksperimentalni način pokazali, da je organski svet mogoče analizirati s fizikalnimi in kemijskimi metodami. Leta 1828 je Wöhler iz anorganske snovi uspel sintetizirati prvo organsko substanco in s tem dokazal, da za nastanek ni potrebna življenjska sila, kar je vodilo v postopen zaton vitalističnega mišljenja. V letu 1833 so bili odkriti tako imenovani celični fermenti (danes bolj znani kot encimi), ki vplivajo na kemijske reakcije. Do zgodnjega 20. stoletja je bilo delovanje encimov obrazloženo tudi s principi kemijske kinetike, ki se je v začetku osredotočala predvsem na hitrost kemijskih reakcij in dejavnike, ki nanjo vplivajo (na primer lastnosti reaktantov, temperatura, prisotnost katalizatorja, agregatno stanje itd.).
Fiziologi, kot je bil francoz Claude Bernard, so z eksperimentalnimi metodami in vivisekcijo raziskovali fizikalne in kemijske reakcije znotraj živečih teles, kar je vodilo do postopnega razvoja endokrinologije (ta je še posebno pozornost dobila z odkritjem prvega hormona, sekretina, leta 1902), biomehanike, nutricionistike in prebave. V drugi polovici 19. stoletja so se mnogi biologi začeli zavedati pomembnosti raznolikih eksperimentalnih fizioloških metod znotraj medicine in biologije.

## Biološke znanosti v 20. stoletju
Z začetkom 20. stoletja so raziskave na področju bioloških znanosti v večji meri postale domena profesorjev in raziskovalcev, ki so bili plačani za opravljanje študij. Še vedno je bila večina dela narejenega s principi morfoloških in filogenetskih analiz, četudi so začeli poudarjati pomen eksperimentalnega dela. Velik vpliv so denimo imeli antivitalistični eksperimentalni fiziologi in embriologi, ki so delovali na področju Evrope. Dodatno prepoznavnost je eksperimentalni princip raziskovanja pridobil v letih 1900 in 1910, ko so znanstveniki s pomočjo eksperimentalnih metod bistveno prispevali k napredku biologije razvoja organizmov, dedovanja in metabolizma. V sledečih letih je tak način znanstvenega dela postal prevladujoča metoda, opisovalna znanost pa je bila zato nekoliko zapostavljena.

### Ekologija in okoljske znanosti
Tudi razvoj ekologije in okoljskih znanosti je sovpadal s povečano težnjo po eksperimentalnem delu, ki je izviralo iz laboratorijev in preučevanja mikroskopskega nivoja življenja. Ekologija se je pojavila kot kombinacija spoznanj iz biogeografije in koncepta biogeokemijskega cikla, ki so ga popularizirali predvsem kemiki. Terenski biologi so razvili več različnih kvantitativnih raziskovalnih metod, kot je denimo delo z linijskimi transekti (enostavna tehnika za ugotavljanje relativne gostote in številčnosti organizmov posamične vrste), terenskemu delu pa so bili prilagojeni tudi mnogi laboratorijski instrumenti in razni tipi kamer.
V skladu z nagibanjem stroke k natančno reguliranim raziskavam so zoologi in botaniki več pozornosti namenili preučevanju manjših naravnih okolij, kjer so lahko do neke mere nadzorovali dejavnike, ki bi potencialno vplivali na rezultate. Temu so sledile mnoge novo ustanovljene institucije, na primer raziskovalni centri, kjer so lahko spremljali ves potek življenja izbrane živalske vrste. S takšnimi metodami je bilo pridobljenih mnogo izredno natančnih podatkov, ki jih ni bilo mogoče zagotoviti zgolj z opazovanji v naravnem okolju.
Rastlinski ekologiji je veliko prepoznavnost zagotovil koncept ekološke sukcesije, ki sta ga v letih 1900 in 1910 razvila Henry Chandler Cowles in Frederic Clements. Druge omembe vredne kvantitativne raziskave ekoloških znanosti, ki so bile izvedene v 20. stoletju, so matematični model dinamičnega ravnovesja med plenilcem in plenom (razvil ga je Alfred Lotka), raziskovanje biogeografije in biogeokemijske strukture jezer ter rek, ki ga je izvajala Evelyn Hutchinson in študije živalskih prehranjevalnih verig Charlesa Eltona. Ekologija je postala samostojna biološka disciplina v letih 1940 in 1950, ko je Eugene P. Odum spisal več spoznanj ekosistemske ekologije in odnose med različnimi skupinami organizmov (predvsem kroženje snovi in pretakanje energije) označil za osrednji koncept.
V letu 1960 so v ekologijo vnesli precej evolucijskih principov, ki so še posebej pospešili razvoj populacijske ekologije, kjer so denimo raziskovali pojav skupinskega izbora. Pozornost raziskovalcev je dobilo tudi vprašanje evolucije ekosistemov. Še večji napredek so ekologiji omogočila razširjajoča okoljska gibanja različnih interesnih skupin, ki so ostro nasprotovala nekdaj povsem običajnim praksam, za katere je bilo ugotovljeno, da so škodljive za okolje ali bitja, ki v njem prebivajo. Pereči problemi so postali kisli dež, ozonska luknja in globalno segrevanje. V drugi polovici 20. stoletja so okoljske znanosti še posebej napredovale, objavljena je bila denimo hipoteza o Gaji, ki jo je predlagal kemik in naravoslovec James Lovelock, ki trdi, da sta življenje na Zemlji in sam planet neločljivo povezana dela celote, ki nenehno vplivata drug na drugega.

### Klasična genetika, moderna sinteza in evolucijska teorija
Letnico 1900 mnogi zgodovinarji znanosti označujejo kot vnovično odkritje Mendla, saj so Hugo de Vries, Carl Correns in Erich von Tschermark z raziskovanjem neodvisno prišli do Mendlovih zakonov. Kmalu zatem so citologi kromosome predlagali kot dedni material, ki ima ključno vlogo pri prenosu informacij od starševske do hčerinskih celic. Med letoma 1910 in 1915 so Thomas Hunt Morgan in sodelavci z raziskovanje vinskih mušic združili Mendlove zakone in ugotovitve o kromosomih v skupno teorijo, ki pa je vsaj na začetku veljala za precej kontroverzno. Dopolnili so tudi opis celične delitve spolnih celic (mejoze) s procesom prekrižanja (kjer homologni kromosomi medsebojno izmenjajo drobne delce) in natančno konstruirali genetski zemljevid vinske mušice (Drosophila melanogaster), ki je hkrati postala eden izmed najbolj popularnih evkariontskih modelnih organizmov.
Eden ključnih dogodkov tega obdobja je postala postavitev teorije moderne sinteze, ki je združila spoznanja klasične genetike in naravnega izbora, ki ga je predlagal Darwin. Z novimi odkritji na področju genetike so namreč mnogi evolucijsko teorijo označili za pomanjkljivo ali celo napačno, številni pa so znova začeli preučevati lamarkizem (teorijo o dedovanju pridobljenih lastnosti), četudi je bila ta že v 19. stoletju dokazana kot zgrešena. Šele z moderno sintezo iz leta 1920 in 1930 in pojavom populacijske genetike so R. A. Fisher, J. B. S. Haldane in Sewall Wright uspeli znova zavreči vzpon lamarkizma in pridobiti privržence teorije evolucije z naravnim izborom.
V drugi polovici 20. stoletja so začele ideje iz populacijske genetike prodirati v nove biološke discipline; denimo vedenjsko genetiko, sociobiologijo in evolucijsko psihologijo. Leta 1960 je W. D. Hamilton svojo pozornost naklonil preučevanju altruizma, ki je begal mnoge biologe, saj ga je bilo v konceptu naravnega izbora zelo težko razumeti. Kot rezultat je bila razvita ideja skupinskega izbora, ki je zadovoljivo pojasnil nekatera odklonska obnašanja organizmov v naravi. Večje razprave med strokovnjaki so sprožile teorija o nastanku kompleksnejših organizmov preko endosimbioze, naraščajoče poudarjanje pomembnosti genetskega zdrsa in druge.
Leta 1970 sta Stephen Jay Gould in Niles Eldredge predlagala, da se evolucijske spremembe v zgodovini dogajajo v relativno kratkih obdobjih, kar naj bi bilo razvidno tudi iz fosilnih ostankov organizmov. Deset let kasneje sta oče in sin, Luis Alvarez in Walter Alvarez s svojo teorijo o padcu asteroida (ali kometa) razrešila vprašanje izumrtja dinozavrov in drugih mezozojskih plazilcev ter številnih morskih bitij, denimo amonitov. Tudi statistične analize fosilov, ki sta jih izvedla Jack Sepkoski in David M. Raup so poudarile pomembnost množičnih izumrtij v evolucijski zgodovini življenja na Zemlji.

### Biokemija, molekularna biologija in mikrobiologija
Do konca 19. stoletja so bile odkrite vse glavne poti presnove zdravilnih učinkovin in deloma opisan potek presnove beljakovin, maščobnih kislin in sinteze seča. V zgodnjih desetletjih so izolirali in v laboratorijih sintetizirali glavne sestavine tipične človeške prehrane, vitamine. Fiziološka kemija je napredovala s pojavom novih laboratorijskih tehnik, predvsem s kromatografijo in elektroforezo, postopoma pa so začeli prepoznavati tudi novo področje, ki preučuje kemijo bioloških sistemov - biokemijo. V letih 1920 in 1930 so biokemiki pod vodstvom Hansa Krebsa in Carla ter Gerty Cori opisali veliko centralnih presnovnih poti znotraj celice; med pomembnejše spadajo Krebsov cikel (cikel citronske kisline), glikoliza, glikogeneza in sinteza steroidov. Med letoma 1930 in 1950 so Fritz Lipmann in sodelavci prepoznali vodilno vlogo molekule adenozin trifosfat, ki velja za univerzalnega nosilca energije v vseh živih bitjih. Poudarjena je bila tudi ključna vloga mitohondrijev, v katerih se ATP sintetizira.

#### Izvor molekularne biologije
Po vzponu klasične genetike so se številni biologi – vključujoč nov val fizikalnih znanstvenikov, ki so delovali na področju biologije – začeli ukvarjati z vprašanjem gena in njegove fizikalne narave. Warren Weaver, vodja znanstvenega oddelka Rockefellerjeve fundacije, je podelil sredstva za spodbujanje raziskav, ki pri obravnavi osnovnih bioloških problemov uporabljajo metode fizike in kemije, leta 1938 pa je bil za tovrsten pristop skovan izraz molekularna biologija.
Tako kot biokemija sta se v začetku 20. stoletja hitro razvijali tudi bakteriologija in virologija (kasneje združeni pod stroki že poznanim terminom mikrobiologija). Nove raziskave na bakteriofagih in bakterijah, ki jih ti virusi okužijo, je med prvo svetovno vojno z izolacijo enega izmed njih sprožil francoski mikrobiolog Félix d'Herelle.
Pojavila se je tudi potreba po uvedbi novih modelnih organizmov, ki bi bili še preprostejši ter s tem omogočili nadaljnje raziskave na molekularni ravni življenja. Tako so v mnogih laboratorijih poleg že precej razširjenih vinskih mušic rodu Drosophila začeli uporabljati krušno plesen Neurospora crassa, s pomočjo katere je bila denimo leta 1941 razvita Beadlova in Tatumova hipoteza en gen – en encim. Novosti iz mikroskopije (na primer elektronski mikroskop) in začetek uporabe ultracentrifuge so omogočili preučevanje še preprostejših živih bitij, predvsem rastlinskega virusa tobačnega mozaika in bakteriofagov. S tem pa je bila pod vprašanje postavljena sodobna definicija življenja, saj imajo tudi virusi določene lastnosti živega (prenos dednine in podvajanje nukleinskih kislin), a jih kljub temu ne moremo označiti kot žive. Odprla so se vprašanja glede evolucije virusov, ki še danes niso popolnoma odgovorjena.
V letu 1943 je Oswald Avery pokazal, da je deoksiribonukleinska kislina dedni material kromosoma in ne beljakovine, kot so predvidevali nekateri. Deset let kasneje sta James Watson in Francis Crick, ki sta nadaljevala raziskave fizikov Maurica Wilkinsa in Rosalind Franklin, odkrila, da je molekula DNK v obliki dvojne vijačnice. Po Meselson-Stahlovem eksperimentu, ki je pokazal, da se molekula DNK podvojuje semikonzervativno, je bilo večini biologov jasno, da mora zaporedje nukleotidov (znotraj nukleinskih kislin) nekako določati zaporedje aminokislin v beljakovinah. Rusko-ameriški fizik George Gamow je predlagal, da je genski kod povezava med beljakovinami in DNK. Med letoma 1953 in 1961 je bilo razvitih več hipotetičnih genskih kodov, ki bi lahko razložili proces nastanka beljakovin na podlagi dednega materiala, ki ga gradijo nukleinske kisline, hkrati je bilo narejenih več raziskav o vlogi molekule RNK. Dokončna različica genskega koda je zahtevala še dodatne nekajletne študije in bila predstavljena v letu 1966; veliko zaslugo se pripisuje ameriškima biokemikoma Nirenbergu in Khorani.

#### Širitev molekularne biologije
Raziskovalci iz Cambridga pod vodstvom molekularnega biologa Maxa Perutza in Johna Kendrewa so se osredotočili na hitro razširjajočo področje biologije, strukturno biologijo, kjer so kombinirali rentgensko kristalografijo z molekularnimi modeli, večino sredstev pa so dobili iz sklada za vojaške raziskave. Angleški biokemik Frederick Sanger, prav tako iz laboratorija v Cambridgu, se je ukvarjal s preučevanjem makromolekul in njihove funkcije. Velik napredek sta leta 1959 s serijo publikacij povzročila biologa Francois Jacob in Jacques Monod, ki sta natančno opisala model operona lac pri bakterijah ter s tem začela raziskave na področju genske regulacije (na začetku predvsem pri prokariontih). Med drugih sta opisala tudi sporočilno RNK (s tujko mRNA).
Molekularne tehnike in molekularni biologi so začeli dobivati vedno večji vpliv v laboratorijih, saj so se spoznanja molekularne biologije precej pogosto uporabljala v genetiki, imunologiji, embriologiji in razmeroma novi nevrobiologiji. Močan vpliv na mišljenje javnosti je imela metafora raziskovalcev Jacoba in Monoda, ki sta nakazala, da naj bi bilo življenje nadzorovano in determinirano z geni. Tako imenovan genski determinizem je povzročil številne burne razprave, mnogi so ga začeli uporabljati kot opravičilo za svoja dejanja; zloglasnejši so zagotovo zločinci, ki so se zagovarjali z genetsko predispozicijo za kriminalna nagnjenja. Hkrati je metaforična primerjava organizmov s stroji sprožila pojav kibernetike in prodor bioloških spoznanj v računalniško znanost.
Molekularna biologija je posegla tudi v samo evolucijsko teorijo in povezane raziskave, kjer so ugotovili, da lahko s pomočjo sekvenciranja beljakovin in uporabe molekularne ure (ki temelji na predpostavki, da določene beljakovine mutirajo v intervalih) določajo sorodstvena razmerja med organizmi. V tem obdobju je bil izrečen eden najbolj slavnih citatov, ko je ukrajinsko-ameriški genetik in evolucijski biolog Theodosius Dobzhansky zatrdil, da nič v biologiji nima smisla brez evolucijskega pogleda.

### Biotehnologija, genomika in genetsko inženirstvo
Biotehnologija je bila ključen del biologije že od poznega 19. stoletja. Industrializacija (predvsem razvoj pivovarstva in posodabljanje kmetijstva) je mnoge biologe opozorila na možnost človeškega nadziranja biokemijskih procesov znotraj živih bitij z namenom pridelave živil in drugih koristnih izdelkov. Številne tovrstne tehnike so imele sicer svoj izvor že v prvih civilizacijah, a ozadje in procesi še niso bili dodobra razloženi. Bolj znano je gotovo vrenje (v večji meri alkoholno, pri proizvodnji raznih izdelkov pa tudi mlečnokislinsko in ocetnokislinsko), s katerim se je začela ukvarjati kemična industrija. Do leta 1970 so bile razvite številne biotehnološke tehnike, vse od zdravil temelječih na izločkih organizmov (na primer prvi antibiotik penicilin, ki ga v naravni obliki izločajo čopičaste plesni) do steroidov in biogoriv, ki naj bi zmanjšala potrebe po neobnovljivih fosilnih gorivih (predvsem nafti). Obdobje množice novih biotehnoloških izumov znanstveni zgodovinarji imenujejo tudi zelena revolucija.

#### Rekombinantna DNK
Sodobna biotehnologija (ki se je posluževala tehnik genskega inženiringa) se je začela nekje okoli leta 1970, ko so bile uvedene metode rekombinantne DNK. Po izolaciji, podvojitvi in sintezi nekateri virusnih genov so odkrili tudi encime restriktaze (restrikcijske encime), ki omogočajo rezanje zaporedja genov na dvovijačni molekuli DNK. Z začetkom v laboratoriju biokemika Paula Berga leta 1972 so molekularni biologi združili našteta spoznanja in ustvarili prve transgene organizme. Sledila je uporaba plazmidov kot vektorjev za dodajanje genov, ki bi omogočili rezistenco na antibiotike.
Zaradi potencialnih nevarnosti so nova odkritja vzbudila številna neodobravanja javnosti, nasprotovali pa so tudi mnogi strokovnjaki, ki so svarili na pomanjkljivosti metod in morebitno škodo, ki bi jo lahko povzročila neodgovorna uporaba. Ugledni molekularni biologi so pod vodstvom Berga predlagali začasni moratorij na raziskovanje rekombinantne DNK, dokler niso temeljito raziskane in odpravljene potencialne nevarnosti. Na konferenci v Kaliforniji leta 1975 so sklenili, da so tehnologije varne za uporabo in moratorij je bil odpravljen.
Z vnovičnim dovoljenjem za raziskovanje genskih tehnik so začele nove ugotovitve eksponentno naraščati. Izboljšane so bile metode sekvenciranja DNK (velik zaslužek gre nobelovcu Fredericku Sangerju in Walterju Gilbertu), sinteze oligonukleotidov in transfekcijskih tehnik. Že kmalu so z novimi spoznanji izražanja genov poskušali ustvariti organizme, ki bi vsebovali specifične človeške gene in proizvajali človeške hormone. Na samem začetku so imeli precej težav, med letoma 1977 in 1980 so jim probleme povzročali kompleksno zgrajeni sistemi tudi navidezno preprostih organizmov. Ameriško biotehnološko podjetje Genentech je kot prvo uspelo sintetizirati človeški hormon inzulin. S tem dogodkom so je začelo še vedno trajajoče prepletanje med biologijo, industrijo in pravom, saj so nove tehnike zahtevale javno obravnavo in strožje nadziranje.

#### Molekularna sistematika in genomika
Številne popravke klasifikacije živih bitij, ki je že od obdobja renesanse v večji meri temeljila na morfoloških znakih in ne dejanski evolucijski sorodnosti, je prispevala molekularna sistematika, ki je za analiziranje uporabljala zaporedja aminokislin v beljakovinah in nukleotidov v nukleinskih kislinah (RNK in DNK). S tovrstnimi metodami je bilo preurejenih mnogo nekdanjih enotnih taksonomskih skupin, za katere je bilo ugotovljeno, da so vidne podobnosti med organizmi rezultat konvergentnega razvoja (dolgotrajnega bivanja v podobnih okoljskih razmerah in prilagajanje na te). Lynn Margulis je predlagala endosimbiotsko teorijo, kjer trdi, da nekateri organeli evkariontskih celic izvirajo iz nekoč samostojnih prokariontskih organizmov. V letu 1990 so nekdanjih 5 kraljestev živih bitij (rastline, živali, glive, protisti in bakterije) združili v tri višje kategorije, poimenovane domene – arheje, bakterije in evkarionte.
Mnogo hitrejše in enostavnejše izvajanje genetskih analiz je omogočila uvedba verižne reakcije s polimerazo znanstvenika Karya Mullisa in sodelavcev. Pozornost javnosti pa je dobil tudi projekt Človeški genom, ki velja za enega izmed največjih projektov izvedenih na področju naravoslovja. Začel se je v letu 1988 pod vodstvom Jamesa D. Watsona in na podlagi ugotovitev, ki so jih dobili s sekvenciranjem enostavnejših organizmov, kot so E. coli, S. cerevisiae in C. elegans. Sekvenciran človeški genom je bil objavljen leta 2000, velike zasluge gredo podjetju Celera Genomics in tehnikam, ki jih je razvijal direktor podjetja ter biotehnolog Craig Venter.

## Biološke znanosti v 21. stoletju
V začetku 21. stoletja so biološke znanosti začele postajati veliko bolj interdisciplinarne; pojavljale so se povezave med različnimi vedami (denimo biofizika, ki preučuje fiziko bioloških sistemov). Velik napredek je bil narejen v analizni kemiji in fiziki, kjer so izboljšali ali uvedli mnoge laboratorijske instrumente (senzorje, optične priprave, robote, satelite in drugo). Nove metode so omogočile večjo dostopnost raziskav in rezultatov, saj so jih začeli množično objavljati na spletu, kar je hkrati precej olajšalo delo v znanosti. Prav tako so se pojavile številne znanstvene publikacije, ki so skrbele za širjenje raziskav po svetu. Med bolj poznane novodobne discipline spadajo bioinformatika, nevroznanost, teoretična biologija, astrobiologija in sintetična biologija. Analiza člankov s področja biologije kaže, da je v obdobju 1981-2005 najhitreje naraščalo število člankov na področjih molekularne biologije in genetike ter ekologije in okoljskih znanosti (2,8-krat več člankov). Manj kot dvakrat pa se je povečalo število člankov na področjih mikrobiologije, (splošne) biologije in biokemije ter biologije rastlin in živali.

## Zgodovina biologije na Slovenskem
Razvoj biologije na ozemlju današnje Slovenije je skozi zgodovino spodbujala izrazita biotska raznovrstnost, ki je primerljiva z veliko večjimi evropskimi deželami. To je pritegnilo pozornost razsvetljenskih naravoslovcev, tako domačih kot tujih, ki so prihajali sem delovat iz drugih koncev takratne Habsburške monarhije. Že predrazsvetljenski polihistor Janez Vajkard Valvasor je v svojem monumentalnem delu Slava vojvodine Kranjske popisoval zanimivosti živega sveta na Slovenskem, od domačih učenjakov pa je užival mednarodni ugled tudi razsvetljenec Janez Popovič, ki se je med drugim ukvarjal z žuželkami, gobami in rastlinami, a mu je slab gmotni položaj preprečil objavljanje. Za začetnika sodobnega znanstvenega pristopa nedvomno velja Giovanni Antonio Scopoli, ki je prišel sredi 18. stoletja kot rudniški zdravnik v upravo rudnika živega srebra Idrija. Intenzivno je raziskoval rastlinstvo in živalstvo širom Kranjske, rezultat česar sta med drugim dve pomembni deli: Flora Carniolica in Entomologia Carniolica. Flora Carniolica (1760) velja za sploh prvo znanstveno zastavljeno delo, ki je nastalo na Slovenskem. Tudi Scopoli je bil mednarodno uveljavljen raziskovalec, imel je med drugim bogato korespondenco z Linnéjem in je uporabljal njegov sistem klasifikacije, zato je še zdaj prepoznan kot avtor več vrst, ki jih je prvi opisal. V Idrijo je poleg tega pritegnil še enega znanega naravoslovca, Balthasarja Hacqueta, ki je kasneje deloval kot profesor na ljubljanskem liceju. Hacquetov sodobnik Žiga Zois, sicer bolj usmerjen v podjetništvo in mineralogijo, je bil pomemben kot organizator, zbiralec in mecen, na področju biologije pa je prispeval nekaj ornitoloških del in zbirko slovenskih imen ptic. Njegov brat Karel, botanik, je bil prvi zbiratelj slovenskih imen rastlin.
Od Scopolijevih časov dalje so vzpon naravoslovja spodbujale daljnosežne reforme Marije Terezije, ki si je prizadevala modernizirati državo in jo spet postaviti ob bok ostalim evropskim velesilam. Naravoslovje, ki bi omogočalo napredek glavne gospodarske panoge – kmetijstva – je imelo tu osrednjo vlogo, že zgodaj pa se je tematika naravoslovne izobrazbe na Slovenskem prepletla z narodnostnim vprašanjem. V času Ilirskih provinc se je trend nadaljeval, takrat je bila v Ljubljani ustanovljena polna univerza, predhodnica današnje, ki je bila od vsega začetka precej naravoslovno usmerjena. Ob njej je bil pod vodstvom Franca Hladnika ustanovljen Botanični vrt, ki je najstarejša znanstvena ustanova z neprekinjenim delovanjem v Sloveniji, ves ta čas pa so jo vodili Slovenci. Najbrž najširše znan popularizator naravoslovja in spodbujevalec narodne zavesti tega časa je Fran Erjavec, ki se je proslavil zlasti kot pripovednik. Tako on kot njegovi sodobniki so se šolali na Dunaju, v kulturnem središču Avstro-Ogrske monarhije.
V zgodnjem 19. stoletju je deloval tudi Henrik Freyer, čigar oče je bil Scopolijev lekarnar v Idriji, sam pa se je posvetil naravoslovju. Leta 1832 je postal kustos Kranjskega deželnega muzeja in v več kot 20 letih na tem položaju vzpostavil muzejsko zbirko vretenčarjev ter urejal Scopolijeve in Hacquetove herbarije, pomemben pa je tudi njegov prispevek k zbiranju slovenskih imen rastlin in živali. Naravoslovni del muzeja kot Prirodoslovni muzej Slovenije deluje še danes. V tem obdobju je pozornost svetovnih naravoslovcev pritegnilo odkritje prve znane jamske živali, hrošča drobnovratnika, ki ga je Freyerjevemu predhodniku Francu Hohenwartu poslal svetilničar Luka Čeč iz Postojnske jame. Človeška ribica je veljala za izjemno zoološko zanimivost že od Valvasorjevih časov, vendar je niso prepoznavali kot jamsko žival, drobnovratnik in drugi kasneje odkriti prebivalci kraškega podzemlja na Kranjskem pa so prinesli spoznanje, da so tudi jame življenjski prostor, in privedli do vznika biospeleologije kot nove znanstvene (pod)discipline.
Botaniki in gozdarji so v začetku 20. stoletja spoznali, da je biotska raznovrstnost Slovenije izjemno bogata tudi v mednarodnem merilu. V drugi polovici 19. stoletja so se pojavili prvi zametki organiziranega okoljevarstva na Slovenskem, ki jih je leta 1920 kronala Spomenica Odseka za varstvo prirode in prirodnih spomenikov pri Muzejskem društvu za Slovenijo, predložena začasni pokrajinski vladi za Slovenijo v Kraljevini SHS. To je bil prvi celostni slovenski naravovarstveni program in začetek organiziranega varstva narave. Že leta 1888 so bili izločeni iz gospodarskega izkoriščanja kočevski pragozdovi, v burnem obdobju prve polovice 20. stoletja pa je aktivnost zamrla in uradno so bila prva zavarovana območja ustanovljena šele po drugi svetovni vojni. Zlasti za ustanovitev Triglavskega narodnega parka so se dejavno zavzemali vidni biologi, kot sta Fran Jesenko in Angela Piskernik. Jesenko se je s pionirskimi raziskavami križanja rastlin po takrat znova odkritih Mendlovih načelih proslavil tudi v mednarodnem prostoru.
Biologija je od vsega začetka vpeta tudi v zgodovino leta 1920 ustanovljene Univerze v Ljubljani, sprva v sklopu Filozofske fakultete in pozneje oddelka Biotehniške fakultete (poleg zastopanosti v študiju medicine in drugih ved). Zoološko katedro je vzpostavil Jovan Hadži, vpliven v vsem jugoslovanskem prostoru predvsem kot avtor izvirnih teorij o živalski filogeniji in plodovit biospeleolog, botanično katedro pa Fran Jesenko. Kot profesorja fiziologije so ob ustanavljanju univerze povabili pionirja fiziologije in bioakustike žuželk Ivana Regna, ki pa se je položaju odpovedal in do konca življenja ostal v Avstriji. Speleobiološka usmeritev katedre za zoologijo se nadaljuje vse do danes v obliki raziskovalne skupine, ki jo je ustanovil profesor Boris Sket. Katedra za botaniko se je uveljavila zlasti z raziskavami na področju taksonomije rastlin in fitogeografije pod vodstvom predavateljev, kot so bili Ernest Mayer, Vlado Ravnik in Tone Wraber, ter ekologije rastlin, katere začetnik je bil Andrej Martinčič. Z usmerjenimi raziskavami ekologije živali je začel Kazimir Tarman, zoologijo vretenčarjev pa je prevzel Miroslav Zei, svetovno znan ihtiolog. Oba sta se uveljavila tudi kot popularizatorja znanosti, Zei pa je bil poleg tega gonilna sila pri ustanovitvi Morske biološke postaje v Piranu (zdaj del Nacionalnega inštituta za biologijo), edine slovenske raziskovalne ustanove, ki se ukvarja z raziskavami morja. Drago Lebez je vzpostavil raziskave in poučevanje biokemije, molekularne biologije Miklavž Grabnar, biološke antropologije pa Božo Škerlj.
Raziskave fiziologije živali so vzpostavili na Medicinski fakulteti pod vodstvom Albina Seliškarja, na Oddelku za biologijo pa šele v 1960. letih pod vodstvom Štefana Michielija. V tem času je bil po direktivi jugoslovanskih oblasti raziskovalni program oddeljen na novoustanovljeni Inštitut za biologijo, kasneje samostojen javni zavod. V 1960. letih so v skupini za fiziologijo začeli v biološke raziskave uvajati računalniško tehniko, raziskovalno pa so se usmerili v elektrofiziologijo in bioakustiko žuželk ter takrat še praktično neraziskano področje biotremologije. Na Nacionalnem inštitutu za biologijo je pozneje nastala tudi velika raziskovalna skupina za biotehnologijo in sistemsko biologijo, ki se ukvarja predvsem z boleznimi rastlin. Interdisciplinarne raziskave na molekularni ravni potekajo tudi na drugih ustanovah, tako je denimo na Kemijskem inštitutu nastala mednarodno prepoznavna skupina za sintezno biologijo in imunologijo pod vodstvom Romana Jerale.
V nevladni sferi oz. sferi ljubiteljske znanosti se je v preteklih desetletjih uveljavila predvsem ornitologija, na tem področju deluje Društvo za opazovanje in proučevanje ptic Slovenije, ki je največja slovenska nevladna organizacija za varstvo narave. Tudi sicer ima ljubiteljska ornitologija na Slovenskem dolgo tradicijo, gojili so jo že omenjeni razsvetljenski učenjaki, od sodobnejših predstavnikov pa je znan Janko Ponebšek, začetnik organizirane ornitologije v tem prostoru. S somišljeniki je v 1920. letih začel z obročkovalsko aktivnostjo, ki se neprekinjeno nadaljuje vse do danes in na podlagi katere je slovensko ozemlje postalo mednarodno prepoznavno kot pomembno križišče selitvenih poti ptic v Evropi.